# Lola Ancira
Carmen Dolores Ancira Zamudio, más conocida como Lola Ancira (Querétaro, Querétaro, 24 de marzo de 1987) es una escritora y editora mexicana. Recibió una Mención Honorífica en el XLIX Concurso Latinoamericano de Cuento Edmundo Valadés, ha escrito en revistas como La Testadura Literaria y Tierra Adentro, y su obra se ha publicado en distintas antologías.

## Trayectoria
Nació el 24 de marzo de 1987 en Querétaro, Querétaro.
Desde una edad temprana demostró interés por la literatura con el apoyo de su madre, quien la acercó a los cuentos y a las novelas infantiles. Más tarde, a los 15 años, Ancira comenzó a escribir sus primeros cuentos.
Su convivencia con personas con experiencia en la fotografía y en el diseño de moda alternativa la llevaron a convertirse en modelo a los 16 años, pero actualmente no continúa con la práctica.
Estudió la Licenciatura en Letras Modernas en Español por la Universidad Autónoma de Querétaro (UAQ) y se graduó con línea terminal en lingüística y docencia.
En 2014 y 2019 fue seleccionada para la beca Jóvenes Creadores del Fondo Nacional para la Cultura y las Artes FONCA en el género de cuento. En 2017 fue becaria de la Fundación para las Letras Mexicanas (FLM). En 2023 fue seleccionada por el Programa de Estímulo a la Creación y Desarrollo Artístico (PECDA) de Querétaro en el género de novela.
Ha publicado 4 libros de cuentos y su obra ha sido antologada en diversas publicaciones. Además, ha colaborado en las revistas Yaconic, Tierra Adentro, Laberinto, El cultural y La Jornada Semanal. Sus textos se distinguen por tratar sucesos macabros e inusuales, y ella misma ha expresado su interés por mostrar los horrores de los que es capaz la humanidad.
También es editora independiente e imparte talleres de cuento y cursos de literatura fantástica. 
Con la excepción del periodo de estudios de Licenciatura, ha vivido la mayor parte de su vida en Guadalajara, Jalisco, hasta mudarse a la Ciudad de México, donde reside actualmente.

## Obra

### Libros de cuentos
- Tusitala de óbitos (Pictographia, 2013) (Fondo Blanco, 2021)
- El vals de los monstruos (Tierra Adentro, 2018) (Fondo Blanco, 2020)
- Tristes sombras (Paraíso Perdido, 2021)
- Despojos (FOEM, 2022) (FOEM/UACM, 2023)
- Gabinete sombrío. Colección digital de terror (Editora BGR, 2023)

### Antologías
- Antología de letras, dramaturgia, guión cinematográfico y lenguas indígenas: generación 2014-2015, primer periodo (Fondo Nacional para la Cultura y las Artes, 2015)
- Página 1: antología de narradores y poetas en Querétaro (Revarena Ediciones, 2016)
- ¿Por qué escribo? (Gris Tormenta, 2017)
- Rulfo Páramo. Libro de voces (ISIC, 2017)
- 22 Voces. Narrativa mexicana joven (Libros Malaletra, 2017)
- Lados B: narrativa de alto riesgo (Nitro Press, 2018)
- Ruta 80 (Selector, 2019)
- CuatroCuatroDos: Narradorxs Queretanxs (Palíndroma, 2020)
- Historias mínimas. Microficción (Dendro, 2020)
- Mexicanas. Trece narrativas contemporáneas (Fondo Blanco, 2021)
- No entren al 1408. Antología latinoamericana de cuentos de terror. Tributo a Stephen King (Editorial El Conejo, 2021)
- El ensayo. Núm. 2 (UNAM, 2022)
- Enfermedad Vol.I (Cáspita, 2023)
- Ars Mortis (Fondo Blanco, 2023)
- Nuestras resistencias. Escritoras que nos vuelan la cabeza (Santillana, 2023)

## Premios y reconocimientos
- 2019: Seleccionada por la Feria Internacional del Libro de Guadalajara como uno de los ocho talentos mexicanos para su programa literario ¡Al ruedo! [2][7][8]
- 2020: Mención honorífica en el XLIX Concurso Latinoamericano de Cuento Edmundo Valadés por su cuento "Oficio de difuntos" [1][2]
- 2021: Acreedora del Certamen Nacional de Literatura Laura Méndez de Cuenca por su libro Despojos [8]